# Região NTSC

Sistema de Televisão por país, países no sistema NTSC são mostrados em verde.

Região NTSC (NTSC é abreviação de National Television System(s) Committee) é um território de publicação de jogos eletrônicos que cobre a América do Norte, América Central, partes da América do Sul, Comores, Japão, Taiwan, Coreia do Sul, Filipinas e Mianmar. É assim chamado por causa do padrão de televisão NTSC tradicionalmente utilizado nessas regiões, em oposição ao padrão PAL tradicionalmente usado na Europa, Oceania e outras partes do mundo.

## Área de lançamento
- Canadá
- Estados Unidos
- México
- Brasil
- Antígua e Barbuda
- Bahamas
- Barbados
- Belize
- Costa Rica
- Cuba
- Dominica
- El Salvador
- Granada
- Guatemala
- Haiti
- Honduras
- Jamaica
- Nicarágua
- Panamá
- República Dominicana
- Santa Lúcia
- São Cristóvão e Neves
- São Vicente e Granadinas
- Trinidad e Tobago
- Antilhas Holandesas
- Argentina
- Aruba
- Bolívia
- Chile
- Colômbia
- Equador
- Guiana
- Guiana Francesa
- Paraguai
- Peru
- Suriname
- Trinidad e Tobago
- Uruguai
- Venezuela
- Comores
- Japão
- Taiwan
- Coreia do Sul
- Filipinas